# Rotherham County F.C.
Rotherham County Football Club – angielski klub piłkarski z siedzibą w Rotherham.

## Historia
Klub istniał w latach 1877–1925. W swojej historii rywalizował przez cztery sezony w rozgrywkach Division Two oraz przez dwa sezony w rozgrywkach Division Three.
W 1925 połączył się z Rotherham Town, tworząc Rotherham United.

### Historia występów w Division Two i Division Three
| Sezon   | Liga                 | Miejsce      |
| ------- | -------------------- | ------------ |
| 1919/20 | Division Two         | 17.          |
| 1920/21 | Division Two         | 19.          |
| 1921/22 | Division Two         | 16.          |
| 1922/23 | Division Two         | 21. (spadek) |
| 1923/24 | Division Three North | 4.           |
| 1924/25 | Division Three North | 22.          |

## Reprezentanci kraju grający w klubie
| - Jackie Bestall - George Reid - Harry Millership |